# 岐阜県道478号清見河合線
岐阜県道478号清見河合線（ぎふけんどう478ごう きよみかわいかせん）は、岐阜県高山市から同県飛騨市に至る一般県道である。

## 概要
岐阜県高山市清見町夏厩の東海北陸自動車道・中部縦貫自動車道飛騨清見インターチェンジ付近を起点に、ほぼ小鳥川に沿うように進む。
岐阜県飛騨市河合町舟原からは 下小鳥ダムのダム湖に沿い、同市河合町月ケ瀬の岐阜県道75号神岡河合線交点が終点。
起点付近は2車線、その他は1～1.5車線で、一部ではあるがすれ違い困難個所に待避所が設置されている箇所がある。
冬季は飛騨市河合町舟原のダム湖南端から河合町月ケ瀬の月ケ瀬橋付近までの区間が閉鎖となる。
なお、本線と岐阜県道75号神岡河合線とは下小鳥ダムの堤を通じても接しているが、堤の上はダム管理者（関西電力）と協定を結んでいる地域住民及び許可車両以外の通行は出来ない。

### 路線データ
- 起点：岐阜県高山市清見町夏厩（国道158号交点）
- 終点：岐阜県飛騨市河合町月ケ瀬（岐阜県道75号神岡河合線交点）

## 沿革
- 1977年（昭和52年）2月27日 ： 認定[1]

## 通過する自治体
- 岐阜県
  - 高山市
  - 飛騨市

## 接続する道路
- 国道158号（高山市清見町夏厩）
- 岐阜県道75号神岡河合線（飛騨市河合町月ケ瀬）

## 周辺
- 東海北陸自動車道・中部縦貫自動車道（高山清見道路） 飛騨清見インターチェンジ
- 飛騨プラネタリウム
- 下小鳥ダム（神通川水系小鳥川）